# Gajalavarahalli, Chintamani
Gajalavarahalli là một làng thuộc tehsil Chintamani, huyện Kolar, bang Karnataka, Ấn Độ.